# Славынево
Славынево — деревня в Устюженском районе Вологодской области.
Входит в состав Сошневского сельского поселения, с точки зрения административно-территориального деления — в Сошневский сельсовет.
Расположена на трассе Р84, на границе с Весьегонским районом Тверской области, вплотную примыкает к деревне Большое Овсяниково Ёгонского сельского поселения Весьегонского района. Расстояние по автодороге до районного центра Устюжны — 25 км, до центра муниципального образования деревни Соболево — 18 км. Ближайшие населённые пункты — Кстово, Родишкино, Малыгино (Весьегонский район).
Население по данным переписи 2002 года — 292 человека (132 мужчины, 160 женщин). Преобладающая национальность — русские (97 %).